# Makhmadjon Khabibulloev
Makhmadjon Khabibulloev (russe : Махмаджон Халимович Хабибуллоев), est un footballeur et entraîneur tadjik, né le 8 mai 1965 en Tadjikistan. Il est l'entraîneur du Regar-TadAZ Tursunzoda depuis 2001.

## Palmarès

### En tant que joueur
- Ravshan Kulob :
  - Vainqueur de la Coupe du Tadjikistan en 1994

### En tant qu'entraîneur
- Regar-TadAZ Tursunzoda :
  - Champion du Tadjikistan en 2001, 2002, 2003, 2004, 2006, 2007 et 2008
  - Vainqueur de la Coupe du Tadjikistan en 2001, 2005, 2006 et 2011
  - Vainqueur de la Coupe du président de l'AFC en 2005, 2008 et 2009

### Récompenses
- Élu entraîneur tadjik de l'année en 2006 et 2008